# 折紙の数学
折紙の数学（おりがみのすうがく）の記事では、折り紙に関連した数学について記述する。また、折り紙の科学国際会議という会議名が示すように、折り紙には、数学よりもっと広い科学分野の（例としては構造力学など。あるいは科学よりも広い「STEM」の技術や工学にも）応用がある。
紙を折り曲げる芸術である折り紙に対しては、様々な数学的研究が行われてきた。古くから関心をもたれてきた分野は、作品を傷めることなく折紙作品を平らに折り畳むことができるかどうか (flat-foldability) と、紙を折ることで数学の方程式を解くことができるかどうかなどである。
過去には自明な数学の応用例（特に、いわゆる初等幾何学の）と見られがちなこともあったが、角の三等分などが可能である「折り紙幾何学」という分野の発見や、創作折り紙の分野で「設計」と呼ばれる、完成形を想定して折り方を得る逆問題として捉える手法、コンピュータの応用、また離散数学の研究対象としてなど、広く研究されている。
折紙に関わる学術的探求活動を折り紙による作品づくりと区別するため、芳賀和夫は1994年の第2回折り紙の科学国際会議において世界共通語である折り紙 (origami) に数学 (mathematics) などの学術・技術を表す語尾 (-ics) を合わせてオリガミクス (origamics) という名称を提唱した。海外でも話題になったが、この名称それ自体は紙を切って折りして作る立体origamicの複数形と混同されるため、定着しなかった。

## 折り紙幾何学
一般に、正方形から折紙で、三角形、五角形、六角形といったいくつかの正多角形を作ること、あるいは、黄金長方形や白銀長方形といった、いくつかの特徴的な比の長方形を作ることは、初等幾何の範囲の問題であり、折り紙でも基本的には容易である。
定規とコンパスによる作図の問題で、長い間解くことのできなかった問題があるが、そのうちいくつかは不可能と証明された。不可能と証明されたうち、角の三等分と立方体倍積の問題は、折り紙においては不自然ではない操作によって解く事が出来る。また、折り紙を用いた4次方程式までの方程式の解法が発見されている。一般に定規とコンパスによる作図に対応する操作が折り紙にもあることはよく知られているが、定規とコンパスの範囲を越える操作について、考察がおこなわれており、特に藤田文章らによる折り紙公理は、この分野の研究に非常に役立っている。折紙研究の結果、芳賀定理などの方法で正方形の一辺を3分の1、5分の1、7分の1、および9分の1に正確に折ることが可能となった。
正方形あるいは任意の紙に、折り線が与えられた時、その折り線に沿った折紙が可能かどうか、さらにはそれが平面に収まるかどうか、は興味深い問題のひとつである。
マーシャル・ベルン (Marshall Bern) とバリー・ヘイズ (Barry Hayes) は山折りや谷折りの指定が無い折り図が与えられたとき、それが全体として平面に折りたためるかどうかはNP完全問題であると証明した。更に詳しい情報や技術的結果についてはGeometric Folding AlgorithmsのPart IIを参照。
部分について折りたためるかどうかについては、いくつかの条件があきらかになっている。前川定理は、あるパターンが平らに折りたためるかどうかの必要条件を示している。さらに川崎定理（川崎敏和による。en:Kawasaki's theorem）は、必要十分条件が、その展開図においてそれぞれの交点の周りにある全ての角の数列{\displaystyle a_{1},\ldots ,a_{2n}}が条件{\displaystyle a_{1}+a_{3}+\cdots +a_{2n-1}=a_{2}+a_{4}+\cdots +a_{2n}=180^{\circ }}を満たすことだと示した。言い換えると、交点を囲む角の一つおきの角度の和が{\displaystyle 180^{\circ }}に等しいことである。

### この節の参考文献
- 『折紙の数学 ユークリッドの作図法を超えて』ISBN 4627016816

## その他
産業的な応用につながりやすいものとしては「剛体折紙」がある（en:Rigid origami）。紙と違ってしなやかさのない硬い平面を、折り線でちょうつがいなどで接合したようなものとして扱うもので、曲げる位置を移動させつつ折ることが必要な操作などをできないものとする。以上の制約の結果として可能なパターンが一般的な折り紙よりも制限される。平面の厚みについても無視しない場合もあり、そういった制限により建材などによる構成に応用できるのである。具体例としてはミウラ折りがある。ミウラ折りは地図など身近に利用されているが、宇宙構造物での利用が検討されている技法のひとつでもあり、「宇宙実験・観測フリーフライヤ」の2DSAモジュールによって実際に宇宙で実験された。
ミウラ折りや吉村パターンは、平面を同一パターンで敷き詰める「折り紙テセレーション」というテーマの折り紙でもある。一般にテセレーションとはくりかえし紋様による敷き詰めのことであるが、折り紙として成立するパターンであることが「折り紙テセレーション」ではまず必要となる。折った後の様態はさまざまである。折った後も平面になるものや立体になるもの、ミウラ折りのように畳み込まれるものもある。
平らな紙は表面のどの点においてもガウス曲率が0（即ち可展面）である。よって折り目は本来曲率0の直線である。しかし濡れた紙や指の爪でしわをつけた紙など、平らでなくなった紙においては最早この曲率の条件はあてはまらない。
曲線折りによる曲線折り紙は、（非常に難しい）いくつかの課題をもたらす。曲線折り紙により、紙に平面でない可展面を作ることができる（これは円錐面のような、あくまで可展面を扱う折り紙であり、前の段落の話とはつながっていない）。難しい課題の1例として、等間隔の同心円を交互に山と谷に折ると、サドル（鞍）に似た独特の形状（Curved creases）があらわれるが、その形状がいかなる数式で表されるべきものであるか、まだ明確にはわかっておらず研究中、というものがある（なお、この形状は材料の微妙な伸び縮みにより成立している可能性もあり、もしそうであれば可展面を扱う課題ではないということになる）。曲線折りの先駆的な研究者に、ハフマン符号で有名な David A. Huffman がいる。
高次元の折り紙を考えることもできる。通常の折り紙は裏表のある2次元平面を3次元空間内で1次元直線で折るものである。これを一般化すると、{\displaystyle n+1}次元空間内で、{\displaystyle n}次元の超平面を、{\displaystyle n-1}次元の面で折ることになる。例えば、4次元空間で、3次元空間という紙を折るとき折り線の役割は通常の平面がなす。このような4次元折り紙では、その局所構造は球面の平坦折り紙と同じものになる。
1方向へ半分に紙を折るための損失関数は{\displaystyle L={\tfrac {\pi t}{6}}(2^{n}+4)(2^{n}-1)}で表される。ここで{\displaystyle L}は紙（もしくは他の素材）の最小限の長さ、{\displaystyle t}は素材の厚さ、そして{\displaystyle n}は可能な折り目の数である。この関数は当時まだ高校生だったブリトニー・ギャリヴァン (en) によって2001年に与えられた。ギャリヴァンはどんなに大きい紙でも最大でも8回しか折り曲げられないだろうという当時の俗信に反し、12回半分に折り曲げることに成功した。
エアバッグの折り畳みや医療用のステントグラフトへの応用も研究されている。

## 歴史
幾何学の歴史の中でユークリッド幾何学に代わる新たな作図法が無いか研究され、1896年にスンダラ・ロー (Sundara Row) が紙の折り目に注目し幾何学の分野での研究を著した「折紙の幾何学的演習」を出版した。この本は当時、あまり注目されなかったが後にドイツの数学者フェリックス・クラインの目に留まりこの分野の研究に注目が集まった。
1924年、C・A・ラップの「折紙の操作」、1935年と1936年にはマルガリータ・ピアツォラ・ベロック (Margarita Piazzolla Belloc) の論文「幾何の問題を折紙で解く」、「3次と4次の方程式を折紙で解く」が後に続いたが、その後研究は一時下火になった。日本では1970年代に数セミに伏見康治による幾何学と折り紙に関する記事が掲載され、1979年に単行本『折り紙の幾何学』が刊行されている（これは、幾何学に関しては初等幾何を拡張した「折紙幾何」的な内容はあまり扱っていない）。1989年12月、イタリアで行われた第1回折り紙の科学国際会議が行われたことで再び注目を浴びることになった。このとき出された会報は現代の折紙に対する研究に大きく寄与し、編者ベネデット・シメーミ (Benedetto Scimemi) と共同研究者藤田文章はこの分野の研究の草分けとなった。近年では舘知宏（東大）、三谷純（筑波大）らによる成果が顕著である。